# Шкитов, Александр Фёдорович
Александр Фёдорович Шкитов (род. 2 мая 1984) — украинский и российский государственный деятель, юрист., судья, и.о. председателя Скадовского районного суда Херсонской области Российской Федерации,
Помощник депутата Государственной Думы Федерального Собрания Российской Федерации VII созыва ( с 2020 года по н.в.)
Заместитель прокурора города Симферополя (с 25 марта 2014 по 15 августа 2017 года). Прокурор отдела поддержания государственного обвинения в судах Генеральной прокуратуры Украины (2012—2014).
Получил известность как государственный обвинитель на Украине в 2013 году по делу Луценко, экс-министра МВД Украины.
В 2014 году получил гражданство России, после чего стал работать в Прокуратуре Республики Крым.
15 августа 2017 года лишён российского гражданства и уволен из органов прокуратуры Российской Федерации. Поводом для увольнения послужил сам факт того, что Шкитов незаконно получил гражданство России в 2014 году. Сам Шкитов связывает факт лишения российского гражданства с его реакцией на фильм «Матильда», когда он вынес предостережения крымским кинотеатрам за показ данного фильма.
Апелляционным определением судебной коллегии по административным делам Севастопольского городского суда 28 марта 2018 года (дело № 33а-827/2018) заключение МВД России о незаконности получения Шкитовым А.Ф. гражданства, признано незаконным в полном объеме.
Заключением МВД РФ от 27 декабря 2018 года, основанном на решении Ленинского районного суда от 29 августа 2018 года (дело № 2-2226/2018), Шкитов А.Ф. признан гражданином Российской Федерации с 6 февраля 1992 года.
На Украине обвиняется в государственной измене (статья 111 УК Украины).